# Imperia Oneglia
Imperia Oneglia – stacja kolejowa położona w Imperii, w dzielnicy Oneglia, w regionie Liguria, we Włoszech. Znajdują się tu dwa perony. Według klasyfikacji RFI ma kategorię srebrną.